# Lorne Campbell

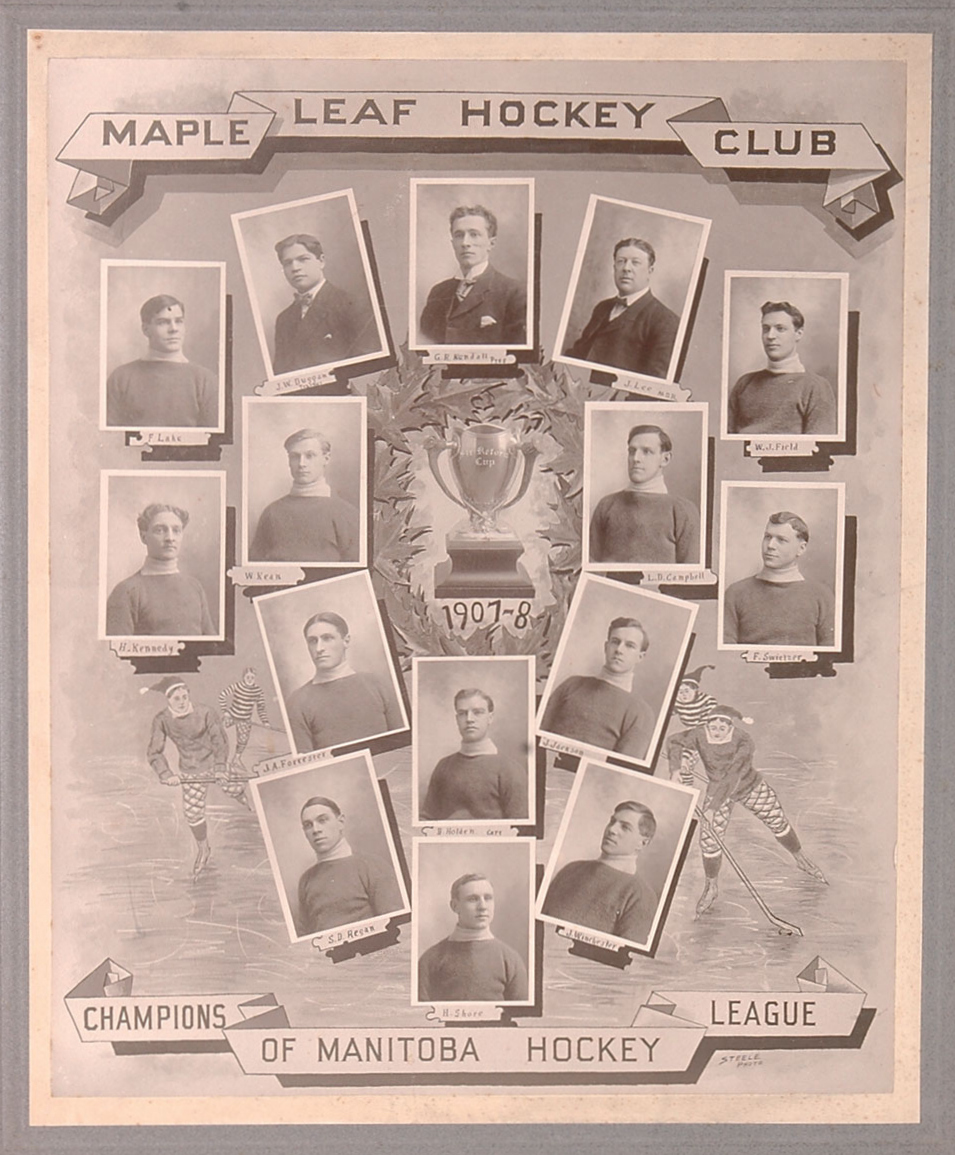
Lorne Campbell, tvåa från höger i andra raden ovanifrån, med Winnipeg Maple Leafs säsongen 1907–08.

Lorne Douglas Campbell, född 8 oktober 1879 i Montréal, Québec, död 6 maj 1957 i Pennsylvania, var en kanadensisk professionell ishockeyspelare som var aktiv under 1900-talets första decennium.

## Karriär
Lorne Campbell inledde ishockeykarriären med Montreal AAA och spelade för klubben i Canadian Amateur Hockey League säsongen 1901. Från 1901 till 1904 spelade han för Pittsburgh Bankers i den semiprofessionella ligan Western Pennsylvania Hockey League. Från 1904 till 1907 spelade Campbell för Pittsburgh Professionals i den första helprofessionella ishockeyligan International Professional Hockey League. Han lånades även ut och gjorde korta gästspel med Portage Lakes Hockey Club och Calumet Miners i samma liga. Totalt över tre säsonger i IPHL gjorde Campbell 108 mål på 77 matcher vilket var flest mål av alla spelare i ligan. Därefter spelade han för Winnipeg Maple Leafs och Winnipeg Strathconas i Manitoba Professional Hockey League innan han var tillbaka i Pittsburgh och WPHL säsongen 1908–09 med Pittsburgh Athletic Club.
Campbell och Winnipeg Maple Leafs vann MPHL säsongen 1907–08 och utmanade i mars 1908 Montreal Wanderers om Stanley Cup över två matcher. Wanderers vann dock båda matcherna med siffrorna 11-5 och 9-3.

## Statistik
CAHL-I = Canadian Amateur Hockey League-Intermediate, CAHL = Canadian Amateur Hockey League, WPHL = Western Pennsylvania Hockey League, MPHL = Manitoba Professional Hockey League
| 1900        | Montreal AAA-2            | CAHL-I      | 1  | 0   | 0  | 0   | –  | 2 | 1 | 0 | 1  | –  |
| 1901        | Montreal AAA-2            | CAHL-I      | 1  | 2   | 0  | 2   | –  | – | – | – | –  | –  |
| 1901        | Montreal AAA              | CAHL        | 7  | 10  | 0  | 10  | –  | – | – | – | –  | –  |
| 1901–02     | Pittsburgh Bankers        | WPHL        | 13 | 6   | 6  | 12  | 19 | – | – | – | –  | –  |
|             |                           | X-Games     | 5  | 6   | 3  | 9   | 6  | – | – | – | –  | –  |
| 1902–03     | Pittsburgh Bankers        | WPHL        | 14 | 14  | 8  | 22  | 32 | 4 | 4 | 1 | 5  | 4  |
| 1903–04     | Pittsburgh Bankers        | WPHL        | 15 | 21  | 8  | 29  | 25 | 2 | 5 | 2 | 7  | 0  |
| 1904–05     | Pittsburgh Professionals  | IPHL        | 24 | 29  | 0  | 29  | 9  | – | – | – | –  | –  |
|             | Portage Lakes Hockey Club | IPHL        | 4  | 6   | 0  | 6   | 0  | – | – | – | –  | –  |
| 1905–06     | Pittsburgh Professionals  | IPHL        | 24 | 35  | 0  | 35  | 28 | – | – | – | –  | –  |
|             | Calumet Miners            | IPHL        | 1  | 3   | 0  | 3   | 1  | – | – | – | –  | –  |
| 1906–07     | Pittsburgh Professionals  | IPHL        | 24 | 35  | 25 | 60  | 40 | — | – | – | —  | –  |
| 1907–08     | Winnipeg Maple Leafs      | MPHL        | 15 | 29  | 0  | 29  | –  | – | – | – | –  | –  |
|             |                           | Stanley Cup | –  | –   | –  | –   | –  | 2 | 0 | 0 | 0  | 25 |
| 1908–09     | Winnipeg Strathconas      | MPHL        | 1  | 0   | 0  | 0   | 0  | – | – | – | –  | –  |
|             | Pittsburgh Athletic Club  | WPHL        | 14 | 11  | 0  | 11  | –  | – | – | – | –  | –  |
| 1910        | Cobalt Silver Kings       | NHA         | 2  | 4   | 0  | 4   | 8  | – | – | – | –  | –  |
| WPHL totalt | WPHL totalt               | WPHL totalt | 56 | 52  | 22 | 74  | 76 | 6 | 9 | 3 | 12 | 4  |
| IPHL totalt | IPHL totalt               | IPHL totalt | 77 | 108 | 25 | 133 | 78 | – | – | – | –  | –  |

Statistik från eliteprospects.com och sihrhockey.org

### Meriter
- WPHL First All-Star Team – 1902–03, 1903–04
- IPHL Second All-Star Team – 1905–06
- IPHL First All-Star Team – 1906–07

Källa: Total Hockey